# Haudainville
Haudainville és un municipi francès situat al departament del Mosa i a la regió del Gran Est. L'any 2007 tenia 1.021 habitants.

## Demografia

### Població
El 2007 la població de fet de Haudainville era de 1.021 persones. Hi havia 367 famílies, de les quals 71 eren unipersonals (17 homes vivint sols i 54 dones vivint soles), 100 parelles sense fills, 171 parelles amb fills i 25 famílies monoparentals amb fills.
La població ha evolucionat segons el següent gràfic:
Habitants censats

### Habitatges
El 2007 hi havia 406 habitatges, 374 eren l'habitatge principal de la família, 5 eren segones residències i 27 estaven desocupats. 383 eren cases i 23 eren apartaments. Dels 374 habitatges principals, 307 estaven ocupats pels seus propietaris, 63 estaven llogats i ocupats pels llogaters i 4 estaven cedits a títol gratuït; 4 tenien una cambra, 9 en tenien dues, 25 en tenien tres, 83 en tenien quatre i 253 en tenien cinc o més. 298 habitatges disposaven pel capbaix d'una plaça de pàrquing. A 136 habitatges hi havia un automòbil i a 207 n'hi havia dos o més.

### Piràmide de població
La piràmide de població per edats i sexe el 2009 era:
| Homes | Edats   | Dones |
| ----- | ------- | ----- |
| 0     | 95 o +  | 0     |
| 0     | 90 a 94 | 0     |
| 4     | 85 a 89 | 8     |
| 0     | 80 a 84 | 12    |
| 0     | 75 a 79 | 12    |
| 0     | 70 a 74 | 12    |
| 36    | 65 a 69 | 12    |
| 28    | 60 a 64 | 36    |
| 12    | 55 a 59 | 16    |
| 44    | 50 a 54 | 28    |
| 16    | 45 a 49 | 32    |
| 24    | 40 a 44 | 20    |
| 56    | 35 a 39 | 44    |
| 28    | 30 a 34 | 28    |
| 24    | 25 a 29 | 28    |
| 28    | 20 a 24 | 12    |
| 48    | 15 a 19 | 28    |
| 60    | 10 a 14 | 28    |
| 20    | 5 a 9   | 36    |
| 32    | 0 a 4   | 20    |

## Economia
El 2007 la població en edat de treballar era de 682 persones, 508 eren actives i 174 eren inactives. De les 508 persones actives 474 estaven ocupades (262 homes i 212 dones) i 34 estaven aturades (13 homes i 21 dones). De les 174 persones inactives 53 estaven jubilades, 73 estaven estudiant i 48 estaven classificades com a «altres inactius».

### Ingressos
El 2009 a Haudainville hi havia 361 unitats fiscals que integraven 984,5 persones, la mediana anual d'ingressos fiscals per persona era de 18.421 €.

### Activitats econòmiques
Dels 67 establiments que hi havia el 2007, 2 eren d'empreses de fabricació d'altres productes industrials, 12 d'empreses de construcció, 26 d'empreses de comerç i reparació d'automòbils, 6 d'empreses d'hostatgeria i restauració, 1 d'una empresa d'informació i comunicació, 3 d'empreses financeres, 3 d'empreses immobiliàries, 9 d'empreses de serveis, 2 d'entitats de l'administració pública i 3 d'empreses classificades com a «altres activitats de serveis».
Dels 17 establiments de servei als particulars que hi havia el 2009, 1 era un taller de reparació d'automòbils i de material agrícola, 1 establiment de lloguer de cotxes, 2 paletes, 2 guixaires pintors, 3 fusteries, 2 lampisteries, 3 electricistes i 3 restaurants.
Dels 11 establiments comercials que hi havia el 2009, 2 eren supermercats, 2 botigues de roba, 1 una botiga d'equipament de la llar, 2 botigues d'electrodomèstics, 3 botigues de mobles i 1 una botiga de mobles.
L'any 2000 a Haudainville hi havia 10 explotacions agrícoles que ocupaven un total de 707 hectàrees.

## Equipaments sanitaris i escolars
L'únic equipament sanitari que hi havia el 2009 era una ambulància.
El 2009 hi havia una escola elemental.

## Poblacions més properes
El següent diagrama mostra les poblacions més properes.